# Бондаренко Микола Никифорович
Микола Никифорович Бондаренко (15 березня 1924, Маріуполь — 3 жовтня 1983, Чернівці) — український радянський живописець і педагог; член Спілки радянських художників України з 1972 року.

## Біографія
Народився 15 березня 1924 року в місті Маріуполі (нині Донецька область, Україна). У 1938 році навчався в Донецькій художній школі, у 1940—1941 роках — у художній школі при Київському художньому інституті, був учнем Карпа Трохименка.
У Чернівцях з 1960 року. Протягом 1967—1977 років очолював художню студію при Чернівецькій організації Спілки художників України, одночасно у 1973—1977 роках був членом художньої ради Чернівецьких художньо-виробничих майстерень, а у 1977—1978 роках — головний художник. Помер у Чернівцях 3 жовтня 1983 року.

## Творчість
Працював у галузі станкового живопису у жанрах портрета, пейзажу, натюрморту, тематичної картини. Створив краєвиди Криму, Чернігівщини, Прибалтики, Карпат. Серед робіт:
- «Квіти» (1958);
- «Тарас Шевченко на засланні» (1960);
- «Зима в Карпатах» (1960);
- «Сухі квіти» (1962);
- «Порт Новий Мангишлак» (1964);
- «Розлив Прута» (1965);
- «Зима в Розтоках» (1965);
- «Буковинський пейзаж» (1965);
- «Ранок» (1967);
- «Дорога на Чернівці» (1967);
- «Човни на березі моря» (1968);
- «Тополі» (1968);
- «Сонячний день» (1971);
- «Березень в горах» (1972);
- «В'їзд до села» (1975);
- «Кам'янець-Подільська фортеця» (1970);
- «Дорога в Кути» (1970);
- «Натюрморт з грибами» (1978).

Брав участь у всеукраїнських та обласних художніх виставках з 1958 року. Персональні виставки відбулися у Чернівцях у 1966, 1971 роках.
Окремі твори зберігаються у Чернівецькому художньому музеї.